# Сайкс, Мелани
Ме́лани Энн Сайкс (англ. Melanie Ann Sykes; 7 августа 1970, Моссли, Ланкашир, Англия, Великобритания) — британская журналистка, телеведущая, актриса и фотомодель.

## Биография
Мелани Энн Сайкс родилась 7 августа 1970 года в Моссли (графство Ланкашир, Англия, Великобритания) в англо-индийской семье. У неё есть две сестры — старшая Саманта Сайкс (род. 1969) и младшая Стейси Сайкс (род. 1970).

## Карьера
Она впервые стала известна публике, как  девушки в бикини в рекламе пива «Boddingtons» с большим «северным» акцентом в середине 1990-х годов. Среди других работ в течение десятилетия, она также рекламировала бельё «Berlei».
Позже начала журналистскую карьеру.

## Личная жизнь
В 2001—2009 годы была замужем за актёром Дэниелом Калтаджроном, от которого у неё есть два сына — Роман Калтаджирон (род. 2002) и Валентино Лука Калтаджирон (род. 21 июля 2004). В 2013—2016 годы Сайкс была замужем за Джеком Кокингсом.